# Atletik under sommer-OL 2012 – stangspring mænd
Stangspring for mænd under sommer-OL 2012 i London blev afviklet den 8. - 10. august 2012 på det Olympiske stadion. 24 atleter stillede til start. 

## Resultater

### Finale
| Placering | Navn                   | Nationalitet         | 5.50 | 5.65 | 5.75 | 5.85 | 5.91 | 5.97 | 6.02 | 6.07 | Resultat | Note |
| --------- | ---------------------- | -------------------- | ---- | ---- | ---- | ---- | ---- | ---- | ---- | ---- | -------- | ---- |
| Guld      | Renaud Lavillenie      | Frankrig (FRA)       | –    | o    | o    | o    | x-   | xo   | x-   | xx   | 5.97     | OR   |
| Sølv      | Björn Otto             | Tyskland (GER)       | o    | o    | xo   | xo   | o    | xx-  | x    |      | 5.91     |      |
| Bronze    | Raphael Holzdeppe      | Tyskland (GER)       | –    | xo   | xo   | xxo  | o    | xxx  |      |      | 5.91     | PB   |
| 4         | Dmitry Starodubtsev    | Rusland (RUS)        | o    | xo   | o    | xxx  |      |      |      |      | 5.75     |      |
| 5         | Steven Lewis           | Storbritannien (GBR) | xo   | –    | xo   | xxx  |      |      |      |      | 5.75     |      |
| 5         | Yevgeny Lukyanenko     | Rusland (RUS)        | xo   | –    | xo   | xxx  |      |      |      |      | 5.75     | SB   |
| 7         | Konstadinos Filippidis | Grækenland (GRE)     | o    | xo   | xxx  |      |      |      |      |      | 5.65     |      |
| 8         | Jan Kudlička           | Tjekkiet (CZE)       | o    | xxo  | xxx  |      |      |      |      |      | 5.65     |      |
| 9         | Malte Mohr             | Tyskland (GER)       | o    | –    | xxx  |      |      |      |      |      | 5.50     |      |
| 10        | Romain Mesnil          | Frankrig (FRA)       | o    | xxx  |      |      |      |      |      |      | 5.50     |      |
| 11        | Łukasz Michalski       | Polen (POL)          | xo   | xxx  |      |      |      |      |      |      | 5.50     |      |
| 12        | Igor Bychkov           | Spanien (ESP)        | xxo  | xxx  |      |      |      |      |      |      | 5.50     |      |
| N/A       | Brad Walker            | USA (USA)            | –    | xxx  |      |      |      |      |      |      | NM       |      |
| N/A       | Steve Hooker           | Australien (AUS)     | –    | xxx  |      |      |      |      |      |      | NM       |      |